# Borzęcino (województwo pomorskie)
Borzęcino (kaszb. Bòrzãcëno, niem. Bornzin) – wieś kaszubska w Polsce położona w województwie pomorskim, w powiecie słupskim, w gminie Dębnica Kaszubska. Wieś jest siedzibą sołectwa Brzeziniec-Borzęcinko w którego skład wchodzą również Borzęcinko i Brzeziniec.

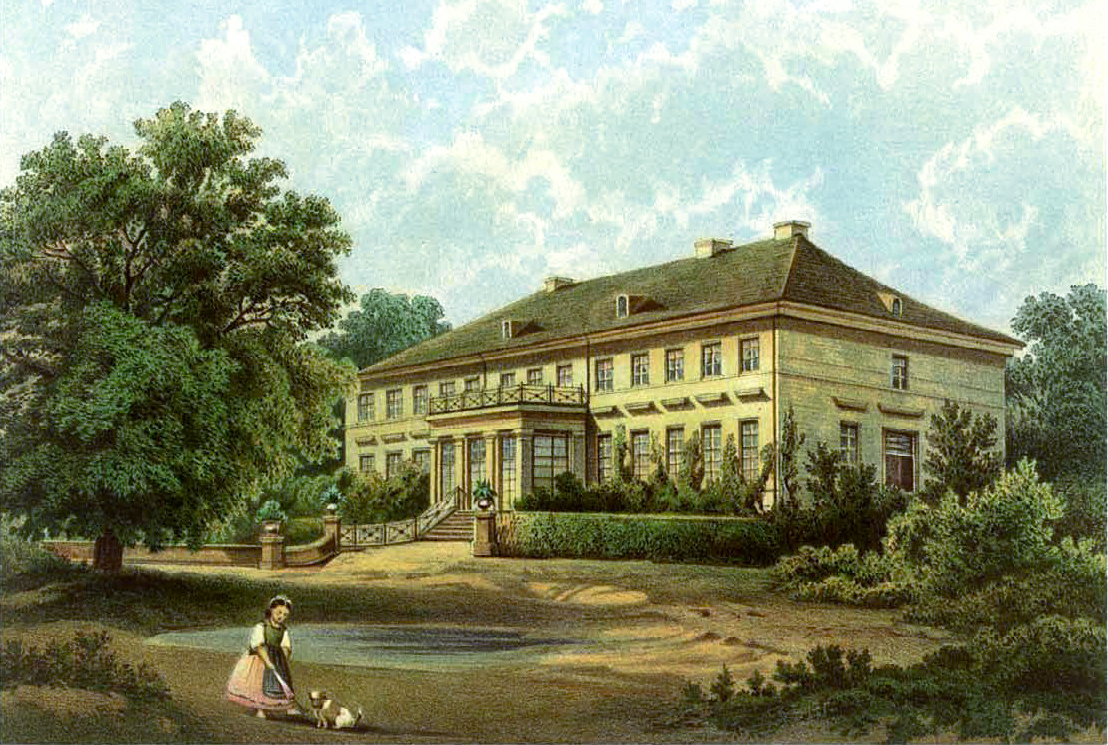
Pałac w Borzęcinie (1857–1883)

W latach 1975–1998 miejscowość położona była w województwie słupskim.

## Nazwa
Nazwa miejscowości, wzmiankowana po raz pierwszy w 1452 w formie Borrenczin, ma pochodzenie słowiańskie i charakter dzierżawczy. Powstała przez dodanie do nazwy osobowej Borzęta formantu -ino. Niemiecka nazwa Bornzin jest adaptacją fonetyczną pierwotnej nazwy słowiańskiej.
Rada Języka Kaszubskiego proponuje kaszubską formę nazwy Bòrzãcëno.

## Cmentarze
W Borzęcinie są zlokalizowane trzy nieczynne cmentarze. Jeden z nich, rodowy, położony jest na północ od zespołu parkowo-pałacowego, po lewej stronie kamiennej drogi prowadzącej do Boguszyc i Łabiszewa. Cmentarz zachował czytelne granice, które wyznaczają szpalery lip, dębów i sosen. Zajmuje powierzchnię około 400 m². Jest mocno zniszczony, zachowały się jedynie dwa większe elementy. Pierwszym z nich jest wykonany z jednego bloku granitu krzyż, drugim jest obelisk upamiętniający Kurdta Ernsta Wilhelma von Heydebrecka (zm. 1928), kapitana marynarki wojennej w niemieckiej armii cesarskiej w walkach toczonych podczas I wojny światowej, dowódcę krążownika „Hamiche”. Na pomniku znajdują się informacje związane z jego życiem. Obelisk, rozbity po 1945 roku, został złożony w 2009 roku przez mieszkańców wsi zrzeszonych w Stowarzyszeniu Inicjatyw Borzęcino w ramach programu „Kultura bliska” Fundacji Wspomagania Wsi.

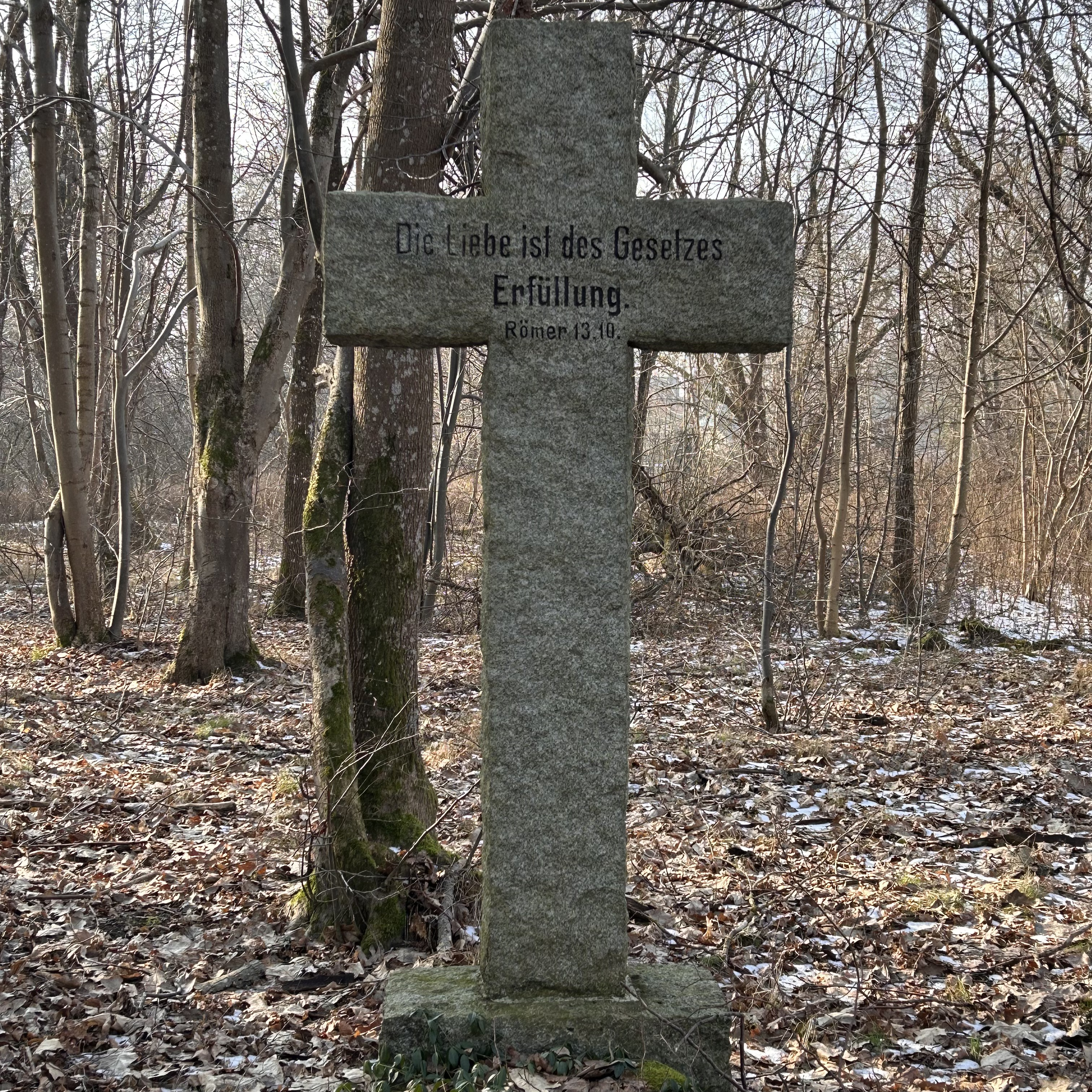
Granitowy krzyż z napisem „Die Liebe ist des Gesetzes Erfüllung” (tłum. „Miłość jest wypełnieniem prawa”) na cmentarzu rodowym w Borzęcinie
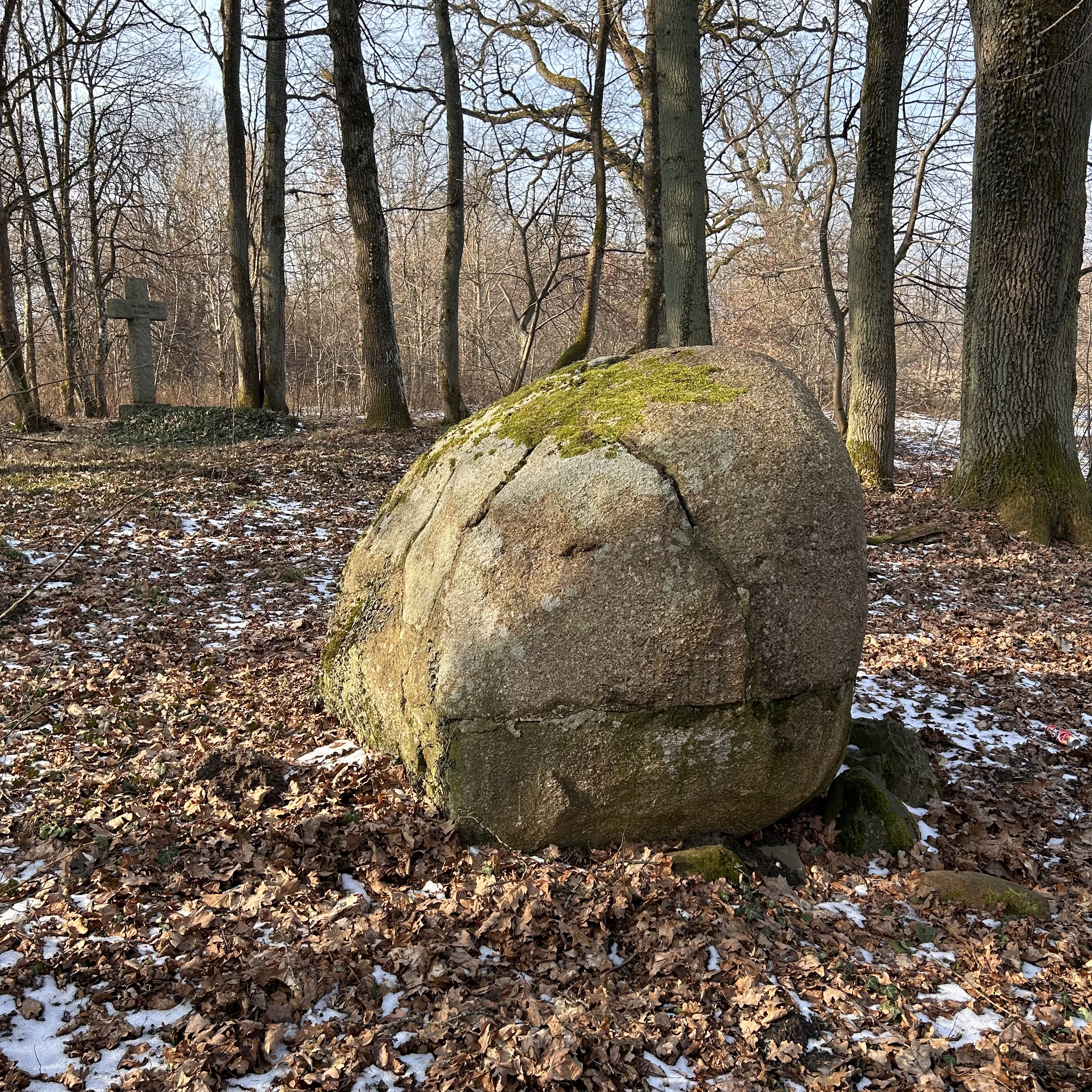
Obelisk upamiętniający Kurdta Ernsta Wilhelma von Heydebrecka (zm. 1928), kapitana marynarki wojennej w niemieckiej armii cesarskiej w walkach toczonych podczas I wojny światowej na cmentarzu rodowym w Borzęcinie; w styczniu 2025 bez tablicy pamiątkowej
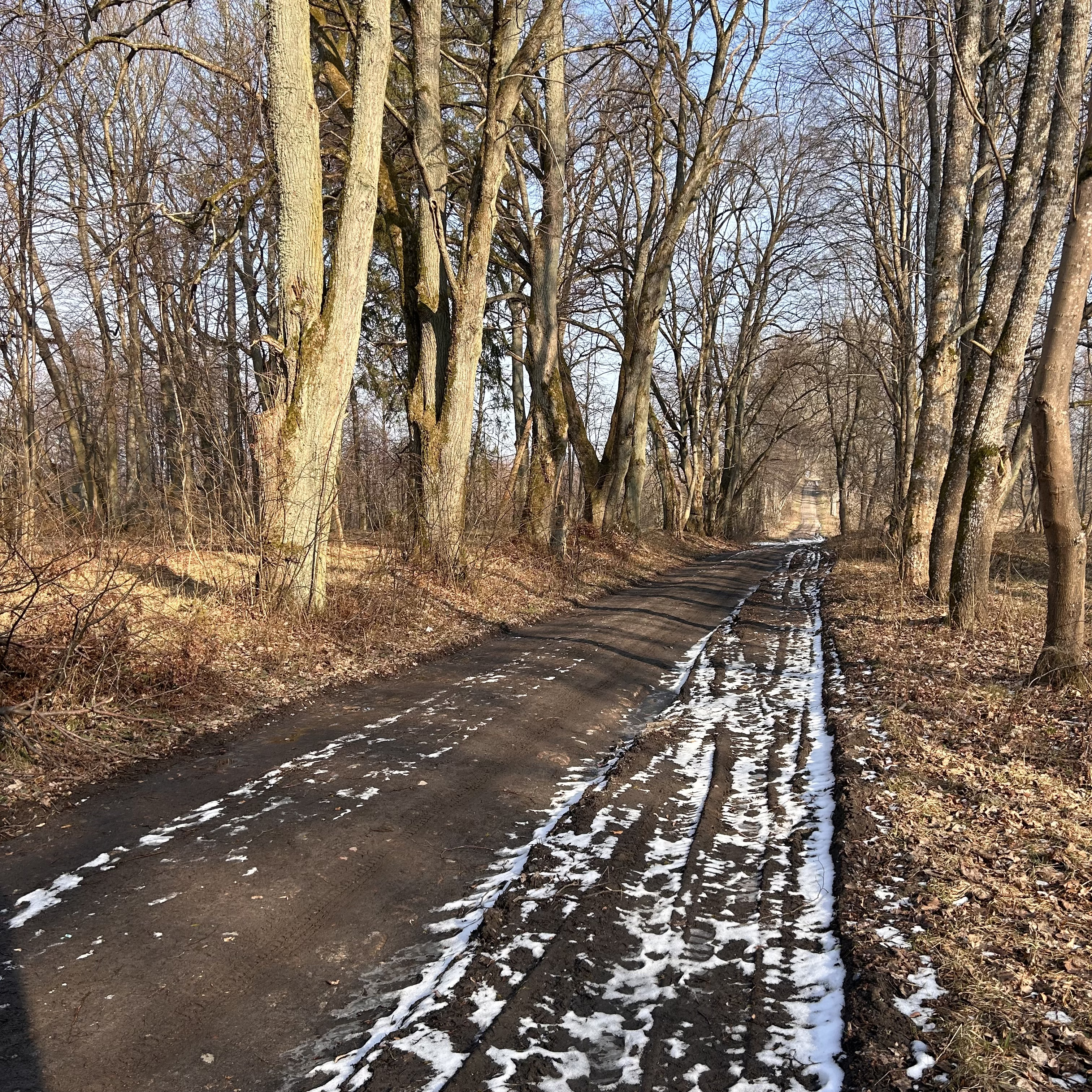
Kamienna droga z Borzęcina do Łabiszewa i Boguszyc, przy której znajduje się cmentarz rodowy w Borzęcinie

Drugi z cmentarzy znajduje się po zachodniej stronie zabudowań wsi, na niewielkim wzniesieniu. Został założony na planie prostokąta, a jego granice, choć nieregularnie, wyznaczają nasadzenia świerkowe. Wejście na jego teren znajdowało się od wschodu. Cmentarz jest w znacznym stopniu zniszczony, z wyraźnymi śladami dewastacji, przez co zachowało się niewiele elementów nagrobnych – między innymi trzy betonowe obrysy mogił, pięć granitowych podstaw prawdopodobnie pod kamienne krzyże i sześć granitowych podstaw pod żeliwne krzyże. Porośnięty jest charakterystyczną dla cmentarzy roślinnością, bluszczem Hedera oraz barwinkiem pospolitym Vinca minor.
Trzeci z cmentarzy położony jest około 0,6 km na zachód od zachodnich zabudowań miejscowości, na terenie leśnym. Jest najlepiej zachowanym spośród wszystkich cmentarzy we wsi, choć także wyraźnie zdewastowany i bez czytelnych granic. Ludzi na tym cmentarzu grzebano także po II wojnie światowej, już w okresie polskiej administracji, co najmniej do końca lat 50. XX wieku, na co wskazuje mogiła nauczycielki Janiny Wardzałowej z domu Gumińskiej, zmarłej w 1958 roku. Zachował się także granitowy obelisk na grobie Wilhelma Malma, niemieckiego inspektora. Ponadto obecne są jeden nienaruszony, betonowy nagrobek, jeden betonowy krzyż, cztery nagrobki w postaci pni drzew i liczne fragmenty innych nagrobków, między innymi granitowe podstawy pod żeliwne krzyże, betonowe i kamienne obrysy mogił.

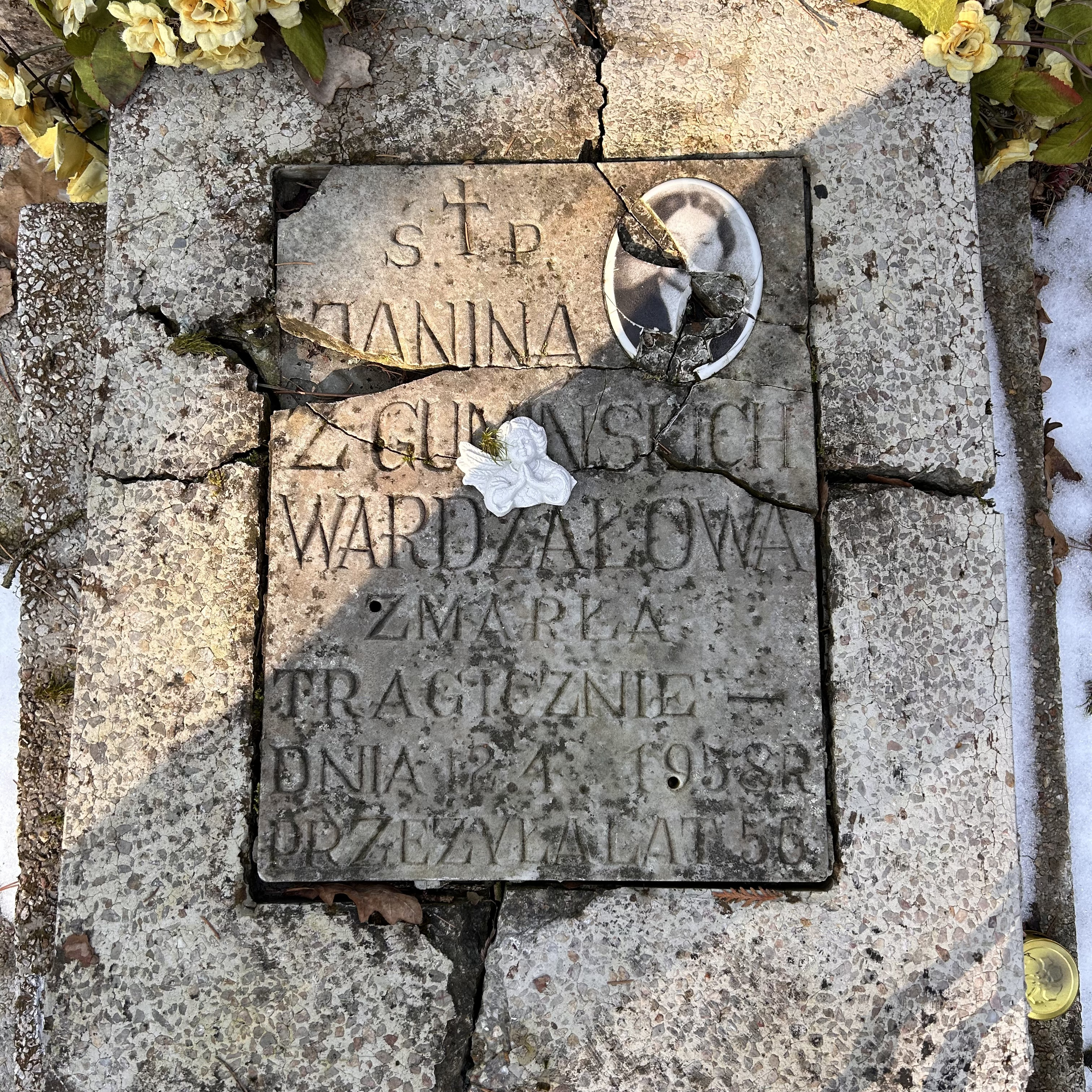
Tablica inskrypcyjna na płycie nagrobnej poświęconej Janinie Wardzałowej z domu Gumińskiej, zmarłej 12 kwietnia 1958 roku nauczycielce; leśny cmentarz ewangelicki w Borzęcinie
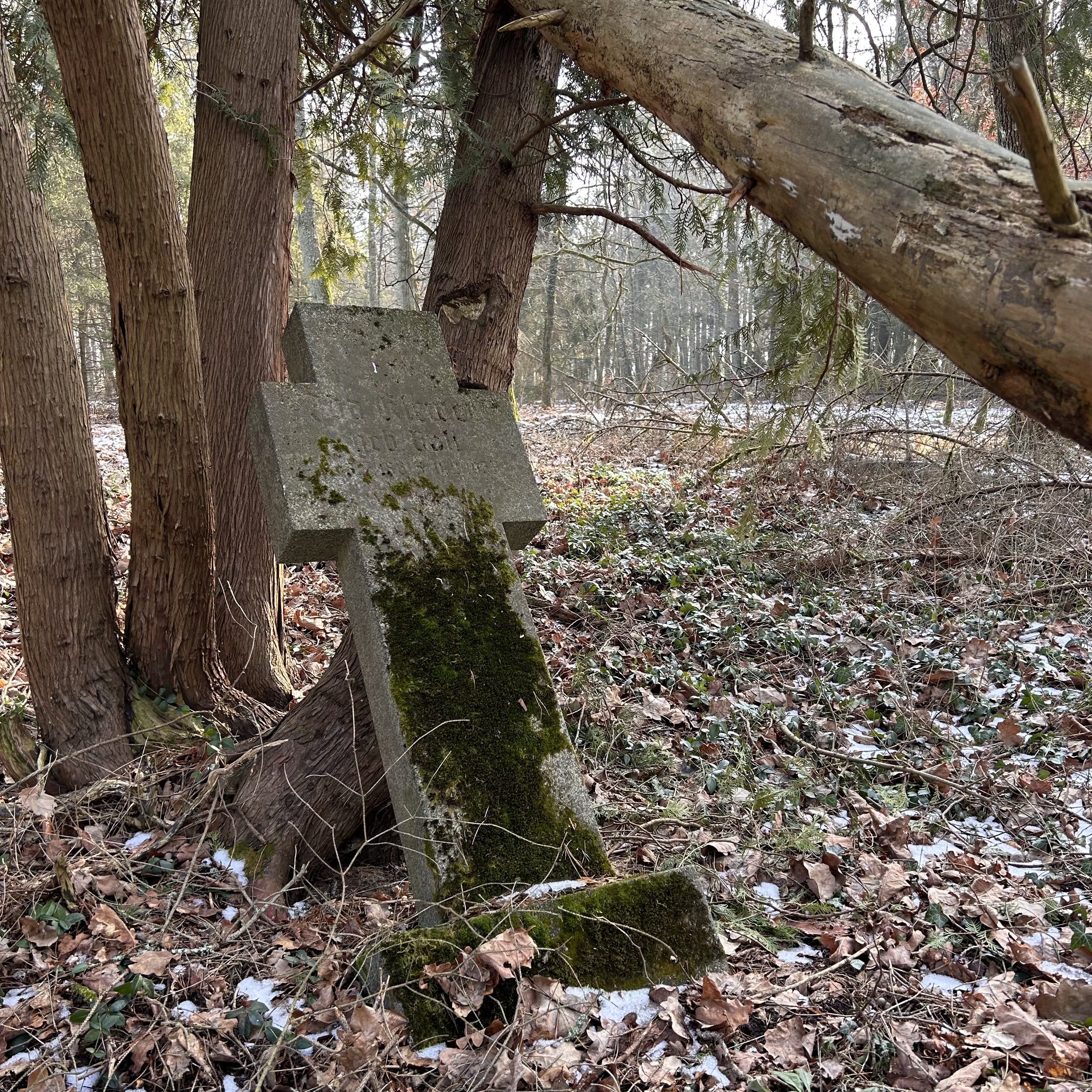
Betonowy krzyż upamiętniający Idę Klewer z domu Voll (ur. 05.07.1869, zm. 11.02.1937) na leśnym cmentarzu ewangelickim w Borzęcinie
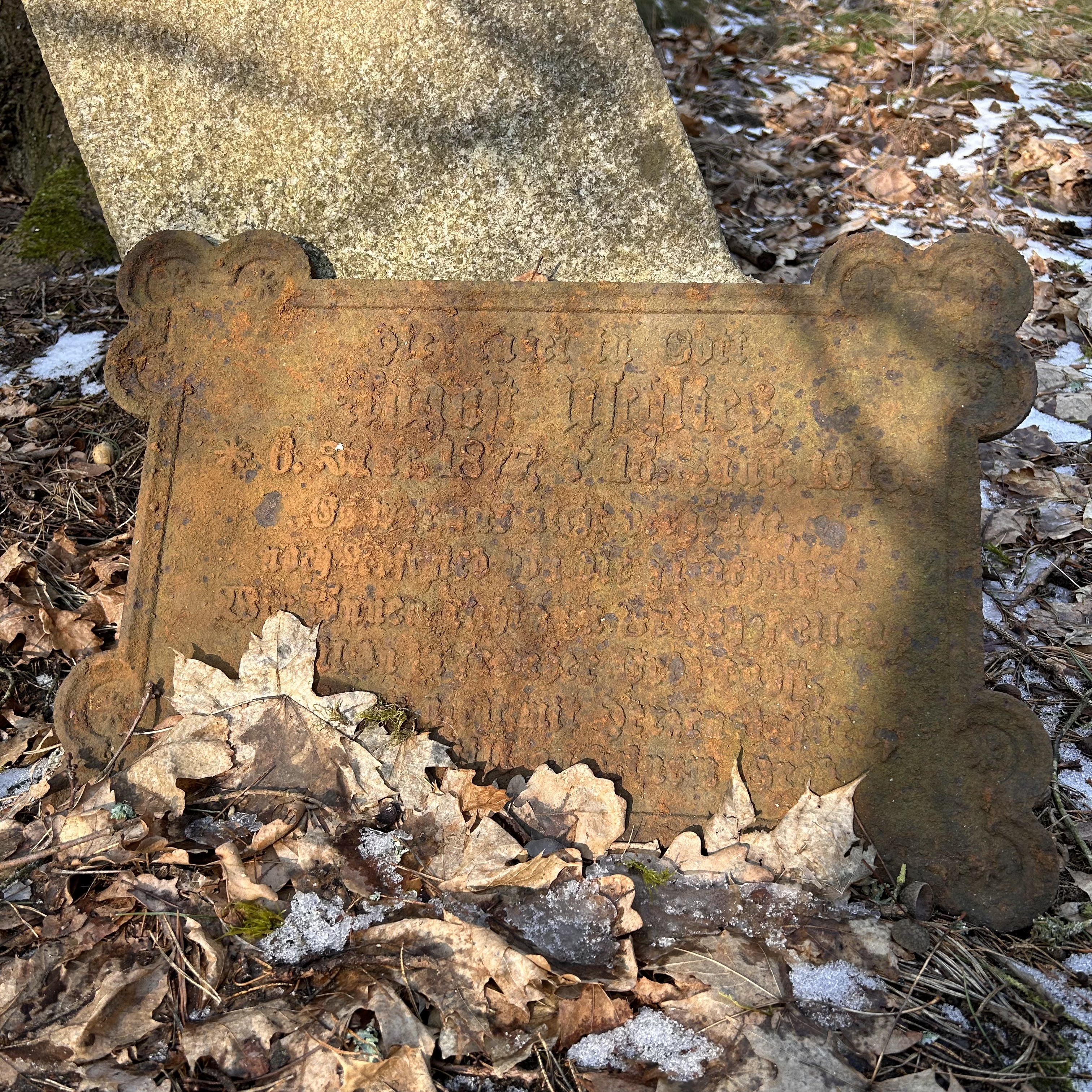
Żeliwna tablica inskrypcyjna upamiętniająca Augusta Uschliesa (ur. 06.06.1877, zm. 18.01.1915) na leśnym cmentarzu ewangelickim w Borzęcinie
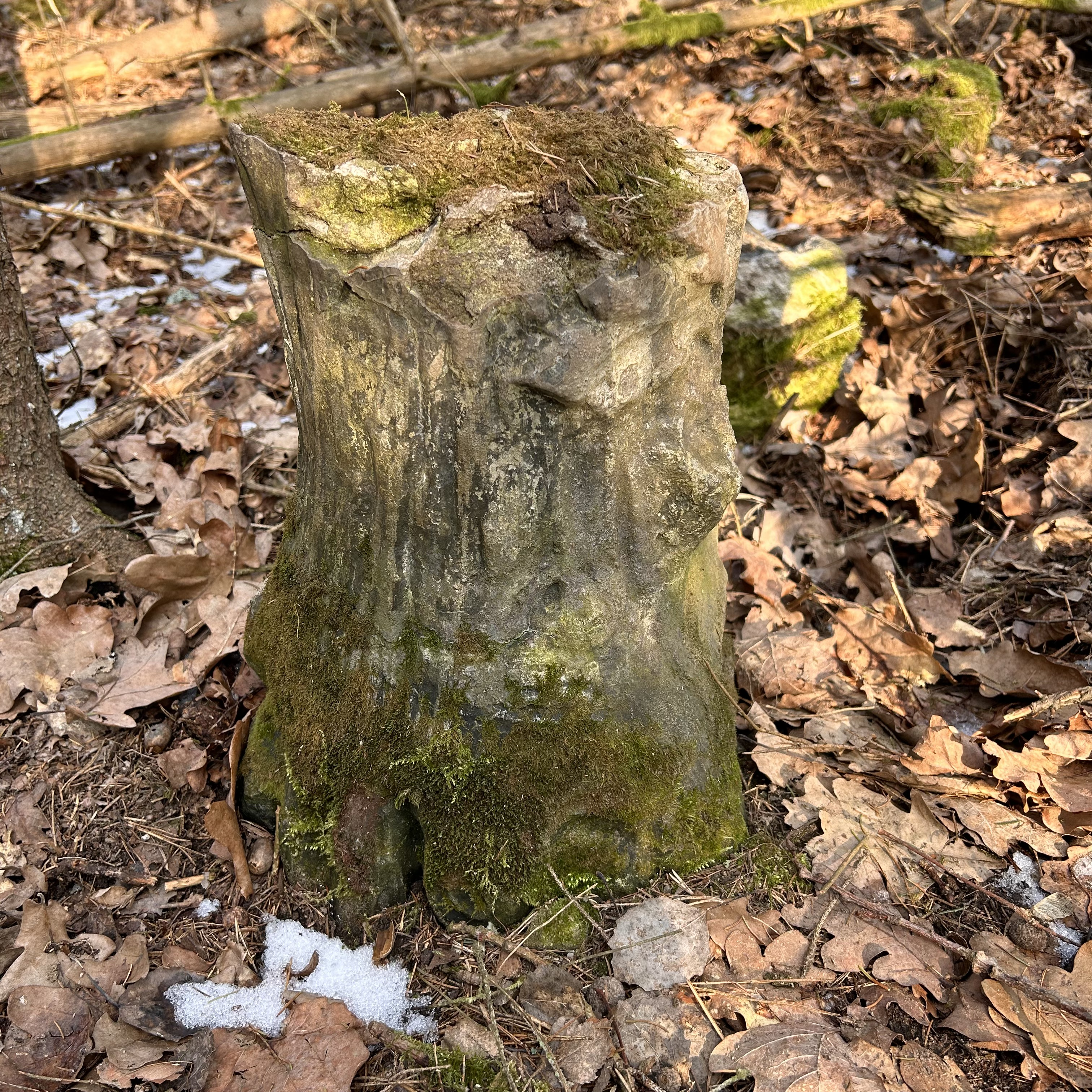
Fragment nagrobka w kształcie pnia drewna z motywami roślinnymi na leśnym cmentarzu ewangelickim w Borzęcinie
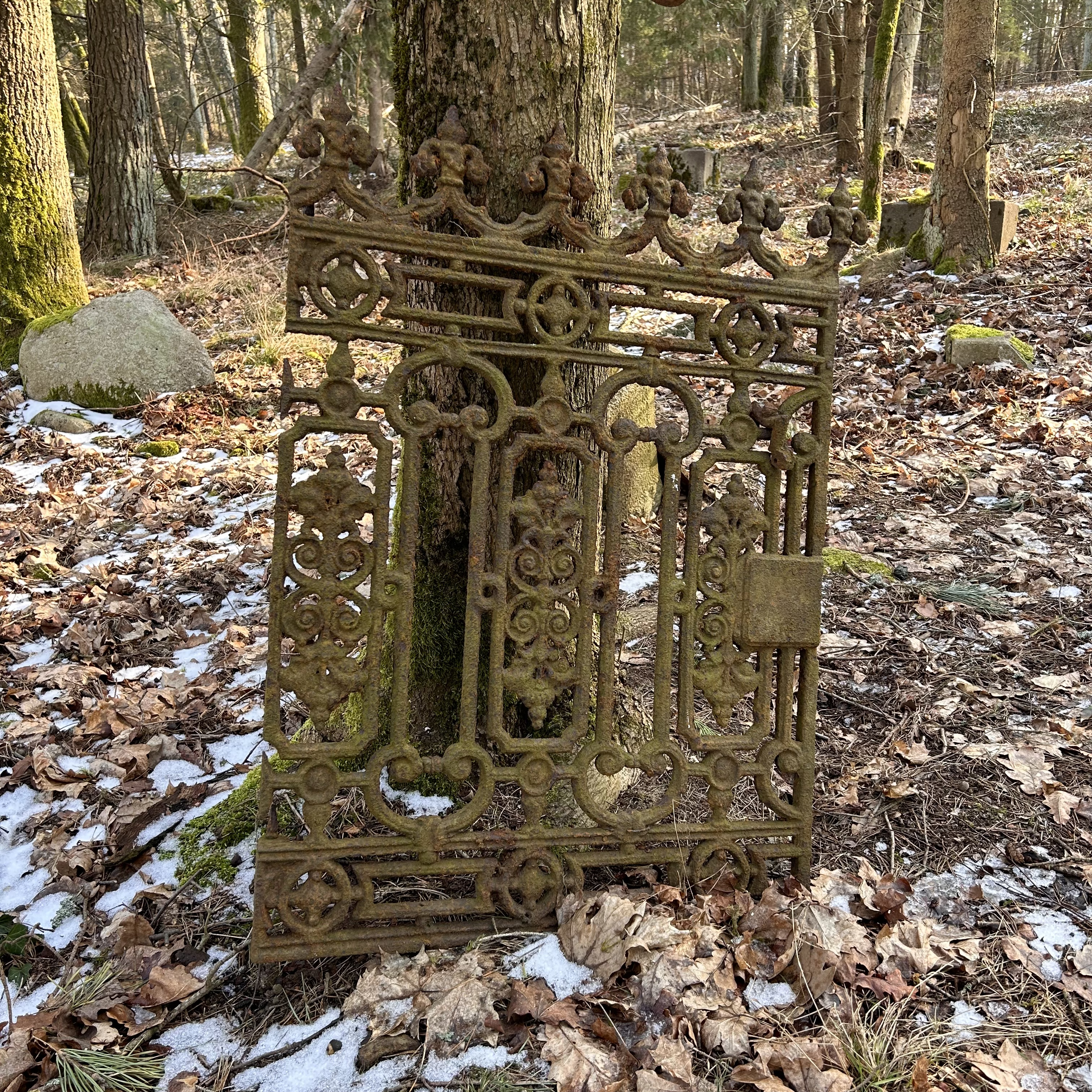
Fragment ogrodzenia nagrobka na cmentarzu ewangelickim w Borzęcinie